# Жуан да Нова
Жуáн да Но́ва (порт. João da Nova, бл. 1460 — 10 липня 1509) — португальський мореплавець Доби великих географічних відкриттів, сучасник Васко да Гами, Франсішку де Алмейди, Афонсу де Албукеркі. На його честь названо острів Жуан-ді-Нова в Індійському океані (сучасна французька заморська територія розсіяних островів в Індійському океані, мореплавець перебував тут у 1505 р.).

## Біографія
Жуан да Нова народився у містечку Маседа в Галісії у заможній дворянській сім'ї. Близько 1468 року під час війни між прихильниками й противниками кастильської монархії (див. Війни ірмандіньйо) за наполяганням батьків переїхав до спокійнішої Португалії. Зробив військову кар'єру. Брав участь у громадянській війні в Галісії на боці Ізабели І, але остаточно залишив Іспанію між 1480 і 1483 рр.
У 1497 р. був призначений градоначальником (старостою) Лісабона (порт. Alcaide menor da Lisboa).

## Перше плавання в Індію
В 1501—1503 рр. очолював 3-ю португальську Індійську армаду.
У 1501 р. відкрив Острів Вознесіння в Атлантичному океані. Ще один острів було відкрито 21 травня 1502 р. (в День св. Олени за церковним календарем), коли експедиція підпливла до невідомого острова, котрий Жуан да Нова назвав на честь святої островом Св. Єлени.

## Друге плавання в Індію
У березні 1505 знову вирушив до Індії як капітан знаменитої караки Флор-ду-Мар у складі 7-ї португальської Індійської армади, що складалась з 21 корабля на чолі з першим віцекоролем Португальської Індії Франсішку де Алмейда. При поверненні до Португалії в 1506 році, через протікання корпусу корабель став на ремонт біля о. Мозамбік і простояв на ремонті близько десяти місяців. Жуан де Нова неодноразово намагався відремонтувати судно і повернутись до Португалії, але перевантажене прянощами судно постійно стикалося з проблемами, що змушувало екіпаж повертатись на острів і знову займатись ремонтом.
Жуан де Нова разом зі своїм кораблем все ще перебував на о. Мозамбік, коли в лютому 1507 року, майже через рік після того, як Де Нова покинув Індію, на острів прибула 8-ма португальська Індійська армада на чолі з Тріштаном да Кунья та Афонсу де Албукеркі. Кунья наказав своїм екіпажам допомогти відремонтувати корабель та перевантажити спеції на інше судно, що поверталось до Португалії (під командуванням Антоніо де Салданья), і після успішного ремонту приєднав звільнену від вантажу караку Флор-ду-Мар разом з її екіпажом та капітаном до своєї армади. Ані корабель, ані Жуан де Нова вже ніколи не повернуться до Португалії.
В складі 8-ї Індійської армади Жуан де Нована на Флор-ду-Мар в квітні 1507 року взяв участь в захопленні Сокотри. Після цього, в липні 1507 року кораблі Армади розділились. Основна частина флотилії на чолі з Тріштаном да Куньєю направилась до Індії, а ескадра з 5 кораблів на чолі з Афонсу де Албукерке, в склад якої було включено і корабель Жуана да Нови вирушили в рейд вздовж південного узбережжя Аравійського півострова і підпорядкуванні торгових портових міст Кураят, Сухар, Хор-Факкан і Маскат, а в серпні — в завоюванні Ормуза. Посварившись з Албукеркі, з його дозволу покинув залишки ескадри і відплив з Ормузу до Індії, де разом з іншими капітанами, що покинули ескадру Албукеркі раніше, обвинуватив останнього в некомпетентності і перевищенні повноважень, що в решті-решт призвело до тимчасового арешту Албукеркі.
В лютому 1509 року керував Флор-ду-Мар, як флагманським кораблем флотилії віцекороля Індії Франсішку де Алмейди, в переможній для португальців морській битві при Діу. Помер в м. Кочі (Індія) 10 липня 1509 р.